# Rjúpnafell (berg i Island, Västfjordarna, lat 65,38, long -21,49)
Rjúpnafell är ett berg i republiken Island. Det ligger i regionen Västfjordarna, 140 km norr om huvudstaden Reykjavík. Toppen på Rjúpnafell är 670 meter över havet, eller 368 meter över den omgivande terrängen. Bredden vid basen är 4,4 km.
Trakten runt Rjúpnafell är nära nog obefolkad, med mindre än två invånare per kvadratkilometer. Det finns inga samhällen i närheten. Trakten runt Rjúpnafell består i huvudsak av gräsmarker.